# Church Stretton
Church Stretton är en stad och en civil parish i Shropshire distrikt i Shropshire grevskap i England. Orten har 1 893 invånare (2011).